# Cañón de vapor

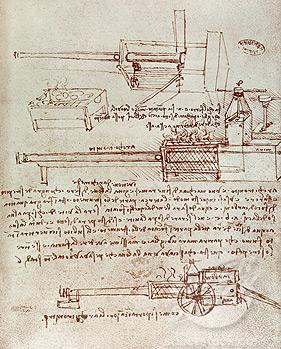
Dibujo de Leonardo Da Vinci de su cañón de vapor.

Los cañones de vapor son cañones que lanzan proyectiles usando tan solo calor y agua, o usando un suministro listo de vapor a alta presión proveniente de una caldera. El primer cañón de vapor del que se tenga conocimiento fue diseñado por Arquímedes durante el sitio de Siracusa (213-212 a. C.). Se sabe asimismo que Leonardo da Vinci diseñó un cañón de vapor (véase Architronito).
El dispositivo temprano habría consistido en un gran tubo metálico, de preferencia cobre gracias a su alta conductividad térmica, que era puesto en un horno. Un extremo del tubo habría sido tapado mientras que en el otro se cargaría un proyectil. Una vez que el tubo alcanzara una temperatura lo suficientemente alta, una pequeña cantidad de agua sería inyectada tras el proyectil. En teoría, da Vinci creía que el agua se expandiría rápidamente hasta convertirse en vapor, expulsando el proyectil por la parte delantera del cañón.

## Era del vapor
Durante la era del vapor (o revolución industrial) se emprendieron varios esfuerzos infructuosos de crear ametralladoras o cañones de vapor que funcionaran con los métodos y tecnología derivados de las locomotoras de vapor.

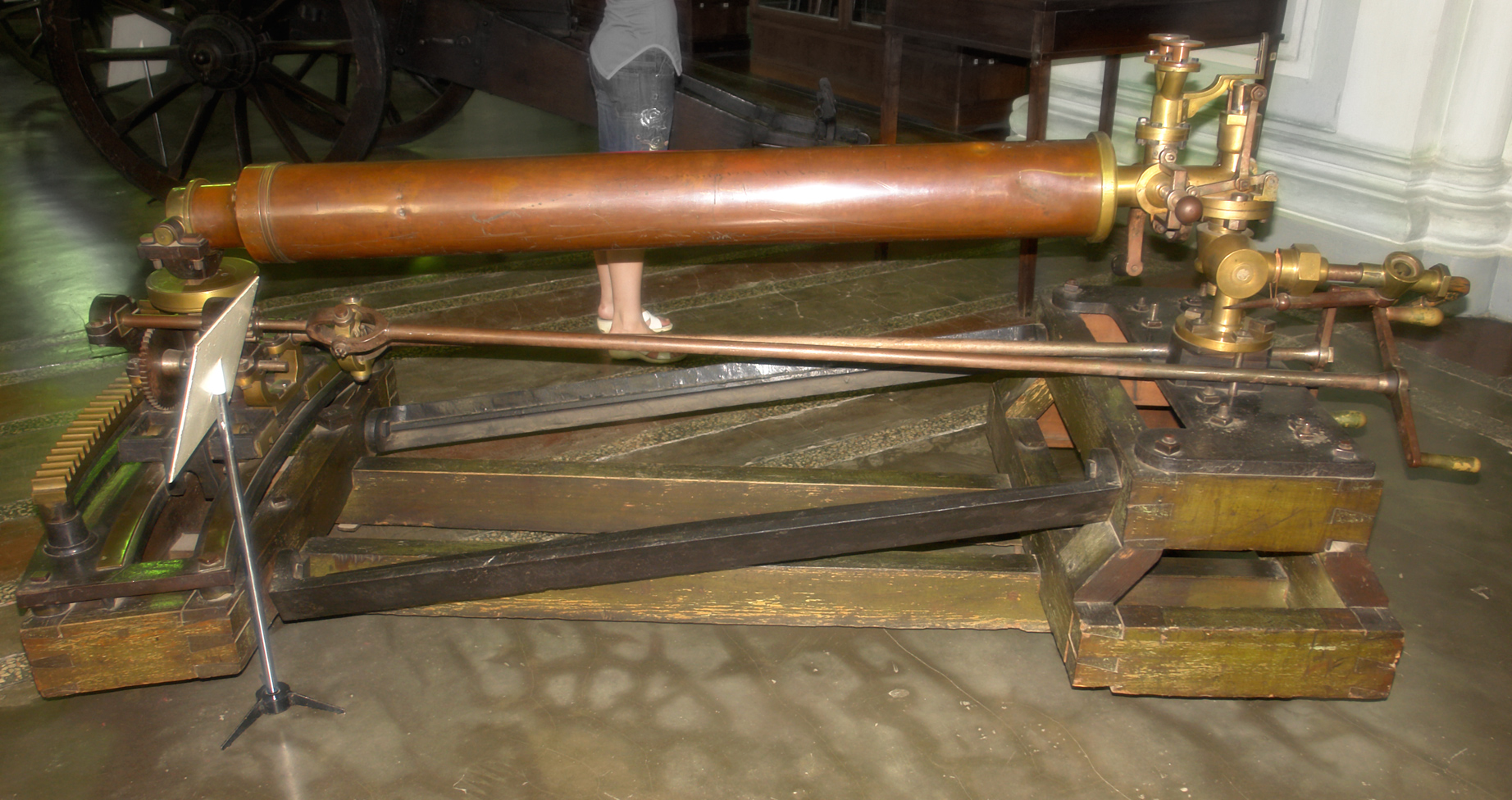
Prototipo experimental de un cañón de vapor de 17,5 mm. Imperio ruso, 1826–1829.

Entre 1826 y 1829, el coronel Karelin del Cuerpo Imperial Ruso de Comunicaciones desarrolló un cañón de vapor experimental de 17,5 mm de diámetro. Tal cañón era de cobre verde inserto dentro de una carcasa de cobre rojo y tenía la capacidad de disparar balas de cañón a una tasa de 50 disparos por minuto. Pruebas hechas con el cañón en 1829 fracasaron y el arma fue transferida al arsenal de San Petersburgo. En la actualidad se encuentra en el Museo Histórico Militar de Artillería, Ingenieros y Cuerpo de Comunicaciones de San Petersburgo.
El cañón de vapor Winans creado entre 1858 y 1861 era una ametralladora centrífuga propulsada por vapor que se empleó durante la guerra civil estadounidense por parte del ejército confederado. El arma utilizaba energía de vapor y fuerzas centrífugas para impulsar proyectiles. Con todo, no fue utilizada con éxito en la batalla.

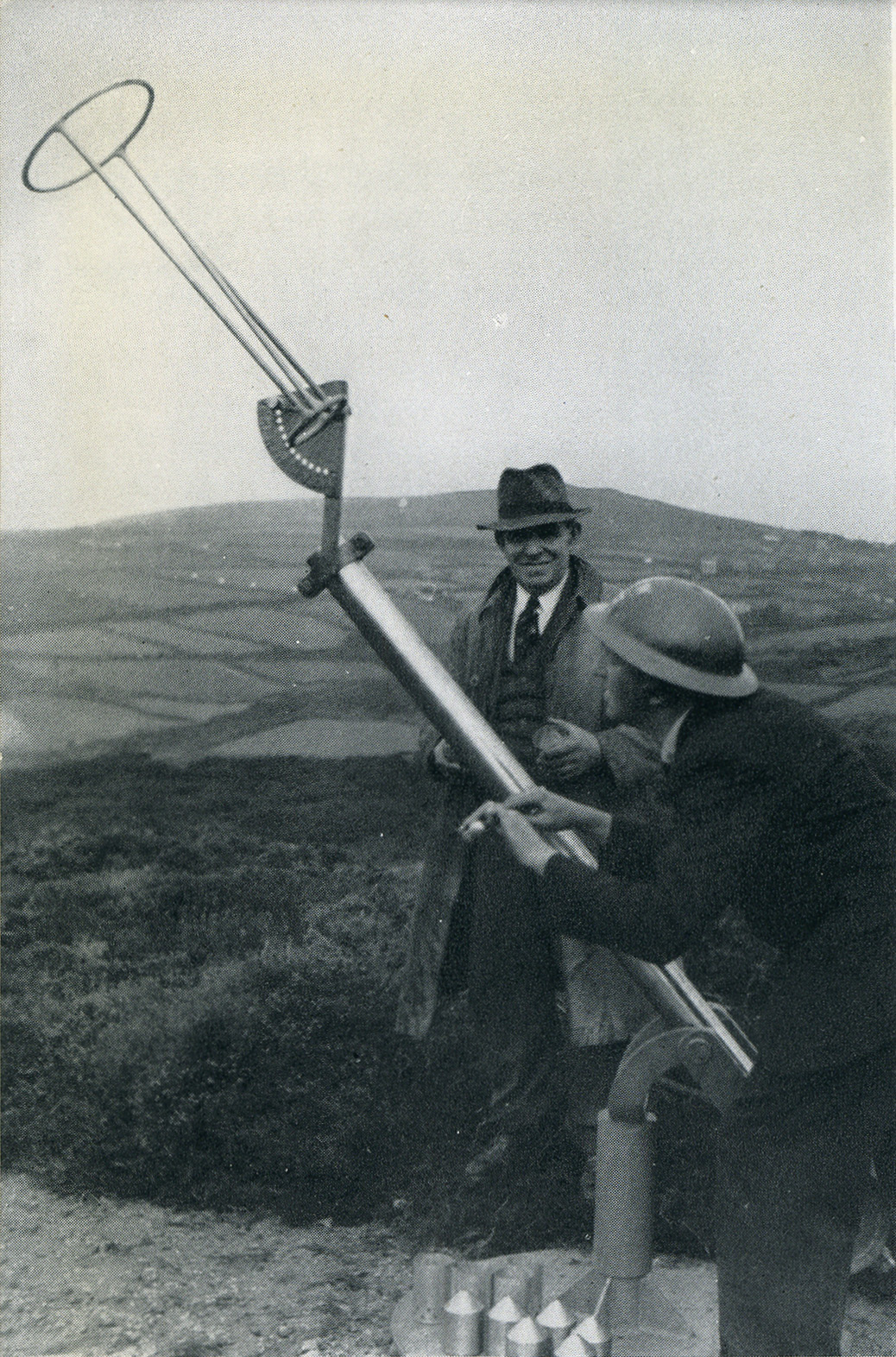
Prototipo del Proyector Holman, un lanzador de granadas antiaéreas, en acción en 1940

Un cañón de vapor que se usó con éxito durante la Segunda Guerra Mundial fue el llamado Proyector Holman, que tenía la función de lanzar al aire bombas Mills explosivas para así crear una barrera defensiva contra aeronaves enemigas que sobrevolaran a baja altura. Estos cañones de vapor funcionaban introduciendo rápidamente una ráfaga de vapor a altísima presión en la recámara ubicada detrás del proyectil, acelerando el proyectil a lo largo del cañón a una alta velocidad, de manera muy parecida a una pistola de aire comprimido, solo que más potente. La función fundamental de tal dispositivo era fundamentalmente la misma que la de una máquina de vapor, sólo que con proyectiles en lugar de pistones. El Proyector Holman era producido por la empresa Holman Brothers de Cornualles, que se especializaba en equipos neumáticos para la minería. Los primeros proyectores Holman funcionaban con aire comprimido que era almacenado en cilindros de alta presión. Tras una exitosa defensa del SS Highlander en agosto de 1940, derribando dos hidroaviones Heinkel, aumentó la demanda de que más proyectores se instalaran en pequeños arrastreros navales. En tanto que estas embarcaciones funcionaban con vapor pero no tenían un sistema de aire comprimido, el Almirantazgo le solicitó a la Holmans que desarrollara una versión del Proyector que fuera impulsada por vapor. Treve Holman tenía preocupaciones respecto a los efectos del calor en las bombas Mills que eran usadas como el proyectiles. Se acordó organizar una prueba en la que se utilizó una apisonadora a vapor municipal prestada para «cocinar» proyector y proyectil, a 190 °C durante 20 minutos antes de que el proyectil se disparara de manera segura a 300 m de altitud.